# Rhizomys sinensis
Rhizomys sinensis е вид гризач от семейство Мишкови (Muridae). Видът не е застрашен от изчезване.

## Разпространение и местообитание
Разпространен е във Виетнам, Китай (Анхуей, Гансу, Гуандун, Гуанси, Гуейджоу, Джъдзян, Дзянси, Съчуан, Фудзиен, Хубей, Хунан, Шънси и Юннан) и Мианмар.
Обитава гористи местности, планини, възвишения и плантации.